# Rhipsalis oblonga
A Rhipsalis oblonga egy lapított hajtású epifita kaktusz.

## Jellemzői
Kultúrában bokros, élőhelyén azonban csüngő habitusú növény, ágai keskeny tojásdad alakúak, 50–150 mm hosszúak, 10–20 mm szélesek, fényes zöld színűek. Virágai magánosak, a hajtások élein nyílnak. Termése rövid-tojásdad, 3–4 mm hosszú, fehéres, csúcsán az elszáradt virággal.

## Elterjedése
Brazília: Bahia, Espirito Santo, Rio de Janeiro, São Paulo államok. Epifitikus és epilitikus perhumid atlanti erdőkben a tengerszinttől 1300 m tengerszint feletti magasságig.

## Rokonsági viszonyai
A Phyllarthrorhipsalis subgenus tagja.A Rhipsalis crispimarginata Lofgren 1918 név a faj szinonim neve, termesztésben azonban nagyon gyakran összekeverik a Rhipsalis crispata (Haworth) Pfeiffer taxonnévvel. A R. oblonga igényei miatt ritkán található meg termesztésben.
Serra dos Orgaos hegyén (São Paulo állam) egy vörös termésű variánsa vagy rokon alakja él, melynek szárszegmensei valamennyivel vastagabbak, virágai halvány sárgák. Pontos taxonómiai helyzete még nem ismert. A termesztésben sokszor a 'Rhipsalis rhombea' (Salm-Dyck) Pfeiffer néven van jelen, azonban e néven nem jegyeznek növényt a herbáriumokban. A név provizórikusnak tekinthető a pontos leírásig.